# Колорадізавр
Колорадізавр (лат. Coloradisaurus — «ящір Лос Колорадос») — рослиноїдний завроподоморф з родини масоспондилових (Massospondylidae). Назва походить від геологічної формації Лос Колорадос в Аргентині, де його було знайдено. Жив в період пізнього тріасу (прибл. 221—210 млн років тому) на теренах Південної Америки. Довжина тіла до 3—4 м.
Припускається, що молоді, тільки-но народжені особини, яких раніше зараховували до роду мусзавр, насправді могли бути колорадізаврами. Рід складається з одного виду — Coloradisaurus brevis.

## Таксономія
Coloradisaurus brevis був спочатку названий Coloradia brevis Хосе Бонапарте у 1978 році, але ця назва роду була зайнята сосновою міллю Coloradia, тому вона потребувала заміни. У 1983 році Девід Ламберт використав назву «колорадізавр» для цього роду, але не вказав, що це заміна, і не діагностував його. Ламберт почув цю назву від Бонапарте в особистому спілкуванні й помилково подумав, що Бонапарте вже опублікував її. Пітер Гальтон був наступним, хто використав назву колорадізавр у 1990 році, яку він приписував Ламберту, коли той діагностував таксон у своєму аналізі прозавроподів у книзі «The Dinosauria».
Авторство назви «Coloradisaurus» традиційно приписувалося Ламберту, але у 2020 році Грінфілд зі співавторами визнали, що використання Ламбертом цієї назви є nomen nudum. Вони дійшли висновку, що авторство слід віднести до Гальтона, який першим використав назву Coloradisaurus у спосіб, що відповідає вимогам ICZN.

## Опис
Голотип колорадізавра (зразок PVL 3967) — це переважно повний череп, знайдений разом з неописаним частковим скелетом. У той час як права частина черепа добре збереглася з майже всіма кістками, ліва частина деформована і втратила більшість кісток. Голотипний екземпляр був довжиною у 3 м і масою у 70 кг. Зразок PVL 5904 є частковим скелетом, що включає більшість спинних хребців, частини грудного і тазового поясів і кінцівок. Як і у люфенгозавр, він характеризується кутом між птеригоїдними та квадратними кістками в майже 90 °. Існує також ймовірність, що заочні кістки колорадізавра і саразавра схожі, але через деформацію черепа це важко стверджувати.
Весь матеріал колорадізавра був знайдений у 1971 році в місцезнаходженні Ла-Ескіна у верхній частині формації Лос-Колорадос поблизу Пагансільо, провінція Ла-Ріоха, Аргентина. Верхня частина формації Лос-Колорадос була датована 213 млн років тому, що дозволяє віднести колорадізавра до норійського ярусу пізнього тріасу.